# Ex ossibus ultor!

„Ex ossibus ultor!” este o poezie scrisă de George Coșbuc, publicată în 1893 în volumul Balade și idile. 
Titlul este preluat dintr-un vers din „Eneida”, IV, 625 de Vergiliu: „Exoriare aliquis nostris ex ossibus ultor” („Din oasele noastre să răsară un răzbunător”). 

## Legături externe
- Poezia „Ex ossibus ultor!” la wikisursă